# بهرام‌بیگ (گیلانغرب)
بهرام‌بیگ (گیلانغرب)، روستایی از توابع بخش گواور شهرستان گیلانغرب در استان کرمانشاه ایران است.

## جمعیت
این روستا در دهستان گوآور قرار دارد و براساس سرشماری مرکز آمار ایران در سال ۱۳۸۵، جمعیت آن ۱۳۱ نفر (۲۶خانوار) بوده‌است.